# Мішель Торо
Мішель Торо (англ. Michelle Toro, нар. 2 січня 1991, Преторія, Південна Африка) — канадська плавчиня, бронзова призерка Олімпійських ігор 2016 року.

## Виступи на Олімпійських іграх
| Олімпіада | Дисципліна             | Місце |
| --------- | ---------------------- | ----- |
| Ріо 2016  | 50 м вільним стилем    | 18    |
| Ріо 2016  | 4×100 м вільним стилем | 3     |